# املینبورگ
املینبورگ (دانمارکی: Amalienborg Slotsplads) محل سکونت خاندان سلطنتی دانمارک است که در کپنهاگ، دانمارک واقع شده‌است. این مکان شامل چهار کاخ با سبک معماری روکوکو است که دور حیاط هشت‌ضلعی قرار دارد. در وسط میدان یک تندیس اسب‌سوار از بنیان‌گذار املینبورگ، فردریک پنجم قرار دارد. این کاخ‌ها توسط نیلز آیگویت طراحی شدند.
این کاخ‌ها در اصل برای خاندان‌های اشرافی ساخته شده بودند، با این وجود، هنگامی که در فوریه ۱۷۹۴ کاخ کریستینسبورگ آتش گرفت، خاندان سلطنتی فرمانروا کاخ‌ها را خریداری و به آن‌ها کوچیدند.